# ГЕС Bá Thước 2
ГЕС Bá Thước 2 – гідроелектростанція у північній частині В’єтнаму. Знаходячись між ГЕС Bá Thước 1 (вище по течії) та ГЕС Cẩm Thủy 1 (28,6 МВт), входить до складу каскаду на річці Ма (Нам-Ма), яка впадає до Південно-Китайського моря у місті Тханьхоа. 
У межах проекту річку перекрили бетонною гравітаційною греблею висотою 37 метрів, яка утримує водосховище з об’ємом 58 млн м3. Корисний об’єм складає 9,4 млн м3, що забезпечується коливанням рівня у операційному режимі між позначками 40 та 41 метр НРМ (у випадку повені останній показник може зростати до 44 метрів НРМ). 
Пригреблевий машинний зал обладнали чотирма бульбовими турбінами потужністю по 20 МВт, які повинні забезпечувати виробництво 321 млн кВт-год електроенергії на рік.